# Flat Beat
Flat Beat är en instrumentell låt av Mr. Oizo, utgiven som singel den 22 mars 1999. Låten finns med på albumet Analog Worms Attack, utgivet den 11 oktober 1999. "Flat Beat" nådde första plats på en rad topplistor, bland annat UK Singles Chart.
I musikvideon headbangar dockan Flat Eric till musiken och bjuder sin sekreterare på en korv.